# ミオドラグ・ベロデディチ
- ミオドラグ・ベロデディチ
- ミオドラグ・ベロデディッチ

ミオドラグ・ベロデディチ（ルーマニア語: Miodrag Belodedici, セルビア語: Миодраг Белодедић, ラテン文字転写: Miodrag Belodedić、1964年5月20日 - ）は、ルーマニア（旧ルーマニア社会主義共和国）の元サッカー選手。ポジションはディフェンダー。

## 経歴
セルビアとの国境に近いルーマニアのソコル（セルビア語ではソコロヴァツ）という村でセルビア人の家庭に生まれた。1982年にステアウア・ブカレストに入団すると、1986年のUEFAチャンピオンズカップ、1987年のUEFAスーパーカップ、4度のルーマニアリーグ（1985年、1986年、1987年、1988年）優勝などに貢献。1984年からはルーマニア代表にも選出された。その後、両親の祖国であるユーゴスラビアのレッドスター・ベオグラードでのプレーを希望したが、当時の共産主義政権では選手の国外移籍は30歳になるまで認めていなかったため、この申し出は取り下げられたが、1988年にユーゴスラビアに亡命し翌1989年にレッドスター入団を果たした。ヨーロッパサッカー連盟からこの移籍が法的に問題があるとして、規定により1年間の公式戦出場停止処分を受けた。またこれとは別にルーマニア政府は彼を国家反逆罪の罪で懲役10年の判決を下したが、ルーマニア革命が起こり共産主義政権が打倒されるとこの罪は取り下げられた。公式戦に出場できない1年間はクリスティッチ（セルビア語: Кристић, ラテン文字転写: Kristić）という偽名を使用して親善試合にのみ出場していたが、1990年に出場停止処分が明けるとすぐにレッドスターの中心選手となった。1991年のUEFAチャンピオンズカップでは再び決勝に進出し、フランスのオリンピック・マルセイユをPK戦で下し優勝に導いた。この活躍により欧州の有力クラブからオファーが殺到する様になり、1992年にスペインのバレンシアCFへ移籍した。また同年には亡命騒動以来遠ざかっていたルーマニア代表へも4年ぶりに復帰を果たし、1994年のFIFAワールドカップ・アメリカ大会ベスト8進出に貢献した。同大会では鋭い読みでカルロス・バルデラマ、ファウスティーノ・アスプリージャ、フレディ・リンコンらの攻撃陣を1点に封じ込めた初戦のコロンビア戦、完封したグループリーグ最終戦アメリカ戦での活躍が光った。その後、複数のクラブを渡り歩いた後の1998年に古巣のステアウア・ブカレストへ復帰し、2001年に現役を引退した。

## タイトル
FCステアウア・ブカレスト
- UEFAチャンピオンズカップ：1985-86
- UEFAスーパーカップ：1986
- リーガ1：1985, 1986, 1987, 1988, 2001
- クパ・ロムニエイ：1985, 1987, 1988, 1999

レッドスター・ベオグラード
- ユーゴスラビア・プルヴァ・リーガ：1989-90, 1990-91, 1991-92
- ユーゴスラビアカップ：1989-90
- UEFAチャンピオンズカップ：1990-91
- インターコンチネンタルカップ：1991